# Christoph Luser
Christoph Luser (* 1980 in Graz) ist ein österreichischer Schauspieler.

## Leben
Luser besuchte das Akademische Gymnasium in Graz. Anschließend absolvierte er den Studiengang Schauspiel an der Universität für Musik und darstellende Kunst Graz. Ab 2000 spielte er am Düsseldorfer Schauspielhaus in Inszenierungen von Thomas Bischof, Jürgen Gosch, Peter Wittenberg und anderen. Bei der Uraufführung von Igor Bauersimas norway.today übernahm er eine der beiden Rollen und wurde dafür von Theater heute 2001 zum Nachwuchsschauspieler des Jahres gekürt. 2001 wurde er gemeinsam mit Birgit Stöger mit dem Förderpreis für Darstellende Kunst der Stadt Düsseldorf ausgezeichnet.
Im folgenden Jahr wechselte Christoph Luser an die Münchner Kammerspiele. Dort spielte er die männlichen Hauptrollen in der Orestie von Aischylos, in Wassilij Sigarews Plastilin, in Lothar Trolles Hermes in der Stadt.
Seine bisher größte Rolle bekam er im April 2005 als Hamlet in einer Inszenierung von Lars-Ole Walburg. Auch 2004 und 2005 bekam er bei der Kritikerumfrage von Theater heute Nennungen als „Nachwuchsschauspieler des Jahres“. In der Spielzeit 2012/13 war er am Burgtheater als Hochroitzpointner in Arthur Schnitzlers Professor Bernhardi und in Ewald Palmetshofers räuber.schuldengenital zu sehen. Ebenso gastierte er 2013 am Schauspielhaus Graz in Thomas Bernhards Der Untergeher (Regie: Christiane Pohle). Mit der Spielzeit 2019/20 wechselte Luser vom Deutschen Schauspielhaus in Hamburg als festes Ensemblemitglied ans Burgtheater nach Wien.

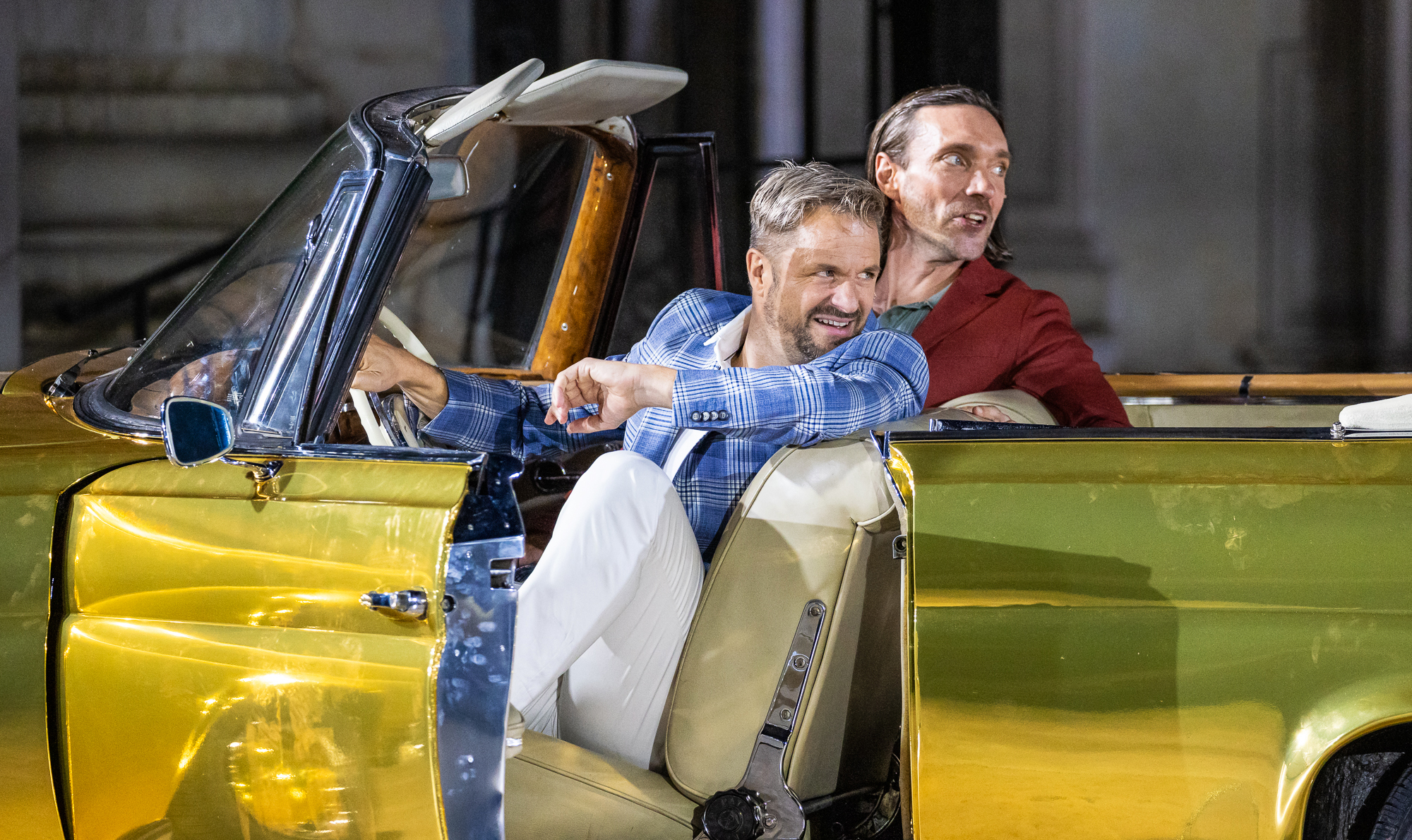
Jedermann (Philipp Hochmair) und Guter Gesell, Salzburger Festspiele 2024

2024 übernahm er die Rollen des Guten Gesells und des Teufels im Jedermann bei den Salzburger Festspielen, für die er den Nestroy-Theaterpreis für die beste Nebenrolle erhielt.
Luser spielte in Kinofilmen wie Was nützt die Liebe in Gedanken die Rolle des Macke und 2005 in Oktoberfest die Rolle des Frank. Im Film Der Knochenmann von Wolfgang Murnberger, Josef Hader und Wolf Haas verkörperte er Paul, den Sohn des Wirts Löschenkohl. Des Weiteren spielte er in Tatortfolgen wie Die dunkle Seite die Rolle des  Benny Wieland und in Schattenspiele den Zivildiener in der JVA. Auch war er 2006 in der Folge Ein neues Leben aus der Reihe Unter Verdacht mit Senta Berger als Friedrich Neugruber zu sehen.

## Filmografie (Auswahl)
- 2004: Was nützt die Liebe in Gedanken
- 2004: Kommissar Rex (Fernsehserie, Folge Hexen und andere Frauen)
- 2005: SK Kölsch (Fernsehserie, Folge Taxi-Mord)
- 2005: Oktoberfest
- 2006: Tatort: Schattenspiele (Fernsehreihe)
- 2006: Unter Verdacht: Ein neues Leben (Fernsehreihe)
- 2007: Tatort: Die dunkle Seite
- 2008: Wilsberg: Interne Affären (Fernsehreihe)
- 2009: Der Knochenmann
- 2009: Vision – Aus dem Leben der Hildegard von Bingen
- 2011: Mein bester Feind
- 2011: Stillleben
- 2013: Die andere Heimat – Chronik einer Sehnsucht
- 2014: Tatort: Kaltstart
- 2015: Der Metzger und der Tote im Haifischbecken
- 2015: Polizeiruf 110: Grenzgänger (Fernsehreihe)
- 2015: Alarm für Cobra 11 – Die Autobahnpolizei (Fernsehserie, Folge Windspiel)
- 2015: Spuren des Bösen: Liebe (Fernsehreihe)
- 2016: Tatort: Wendehammer
- 2017: Maximilian – Das Spiel von Macht und Liebe (Fernsehdreiteiler)
- 2017: Trakehnerblut (Fernsehserie)
- 2017: Licht (Kinofilm)
- 2018: Frankfurt, Dezember 17
- 2019: Vienna Blood – Die letzte Séance (Fernsehreihe)
- 2020: Landkrimi – Steirerwut (Fernsehreihe)
- 2022: Die Toten vom Bodensee – Das zweite Gesicht (Fernsehreihe)
- 2022: Der Pass (Fernsehserie)
- 2023: Landkrimi – Dunkle Wasser (Fernsehreihe)
- 2023: Der Schatten (Fernsehserie)
- 2023: SOKO Donau (Fernsehserie, Folge Geliebter Mörder)
- 2024: Bach – Ein Weihnachtswunder (Fernsehfilm)

## Auszeichnungen
- 2024: Verleihung des Nestroy-Theaterpreises 2024: Beste Nebenrolle für die Darstellung des Guten Gesells und Teufels im Jedermann bei den Salzburger Festspielen[6]